# Acigné
Acigné (en galó Acignë y en bretón Egineg) es una localidad y comuna francesa en la región administrativa de Bretaña, en el departamento de Ille y Vilaine y distrito de Rennes que contaba una población de 6911 habitantes en 2024.

## Ubicación
Está localizada a 10 km de la ciudad de Rennes y al sur del bosque de Rennes. Se sitúa al lado de las comunas de Thorigné-Fouillard, Noyal-sur-Vilaine, Cesson-Sévigné, La Bouëxière, Liffré, Servon-sur-Vilaine y Brécé y forma parte de la comunidad de Rennes Metropole. Se sitúa también sobre la orilla derecha del río Vilaine y su afluente, el río Chevré.  

## Historia
Acigné fue sobre una calzada romana.  
Durante el Antiguo Régimen, la ciudad fue el centro de un señorío que se convirtió en un marquesado en 1609. Había un castillo, destruido en 1234, con los molinos de Alain d'Acigné. Había además capillas y un hospital. Había un mercado cada semana y ferias. La nobleza y la burguesía construyeron varios mansiones en Acigné, como en el castillo de los Onglées, propiedad de los Coniac, familia de consejeros del parlamento de Bretaña. 
En el siglo XIX, la población vivía de la agricultura y de la ganadería lechera. En 1904 fue construida la nueva iglesia por Arthur Regnault.

## Transporte
Tres líneas de autobús existen en el pueblo para ir a Cesson-Sevigné donde hay el metro. Hay también ómnibus para los alumnos que van a Noyal-sur-Vilaine y Liffré.
Se encontre varios caminos de caminata en Acigné, fue consideraba en 2023 como la mejor ciudad la más agradable para caminar de Francia. Podemos usar las ciclovias para ir a Cesson-Sévigné, Thorigné-Fouillard y Noyal-sur-Vilaine. Existe una estación llamada "Noyal-Acigné" en Noyal-sur-Vilaine.

## Demografía
| 1557 | 1776 | 2319 | 3554 | 4361 | 5246 |
| Para los censos de 1962 a 1999 la población legal corresponde a la población sin duplicidades (Fuente: INSEE [Consultar]) |      |      |      |      |      |